# Bulbophyllum globuliforme
Bulbophyllum globuliforme es una especie de planta de la familia de las orquídeas. Se trata de una planta epífita que crece sobre la araucaria de Australia. Se distribuye por los estados australianos de Nueva Gales del Sur y Queensland.

## Descripción
Bulbophyllum globuliforme es una orquídea rizomatosa de pequeño tamaño. A lo largo del rizoma, los pseudobulbos están muy poco espaciados. Los pseudobulbos son casi globulares, con forma de huevo, y tienen unas dimensiones de 1 a 2 mm por 1 a 2 mm, de color verde pálido. De la parte superior de los pseudobulbos surgen las hojas, pequeñas y con forma triangular estrecha, cuentan con una longitud de 1 a 2 mm de largo y una anchura de entre 0,2 a 0,3 mm, son cóncavas y a menudo se desprenden temprano. Los tallos de las flores también aparecen desde la base de los pseudobulbos, alcanzando una longitud de 10 a 15 mm, llevando una sola flor. Las flores son pequeñas, con una anchura de 3 a 4 mm, y están comprendidas por una espiral externa de unas tres estructuras en forma de pétalo conocidas como sépalos, y una espiral interna de dos pétalos y un pétalo modificado llamado labelo. Los sépalos son de color blanco a amarillo pálido, raramente cubierto de color carmesí. El sépalo superior es ovoide y de alrededor de 3 mm de largo y 2 de ancho. Los sépalos laterales miden 3 mm de largo y 1,5 mm de ancho y son de forma triangular. Los pétalos son de color blanco o amarillo pálido y son algo más cortos que los pétalos, y la mitad de anchos que estos. El labelo es de color amarillo, con una longitud de 1,5 a 2 mm de largo y aproximadamente 1 mm de ancho, de forma curva y carnoso.
La floración tiene lugar de mayo a noviembre. Se desconocen los mecanismos de polinización.

## Distribución
La especie es endémica de la parte oriental de Australia. Hay registros de la especie desde cerca de Paluma, en el noreste del estado de Queensland, extendiéndose en el sur hasta los montes de McPherson, en la frontera entre Queensland y Nueva Gales del Sur.
Tres poblaciones se dan en parques nacionales: en el parque nacional Cumbres Kroombit y parque nacional Lamington, ambos situados en Queensland; y en el parque nacional Montes de la Frontera, en Nueva Gales del Sur.

## Etimología
El epíteto específico de Bulbophyllum globuliforme hace referencia a la forma globular de sus pseudobulbos. 

## Hábitat
La especie crece en la especie Araucaria cunninghamii, donde coloniza las ramas más altas de los árboles maduros, que sobresalen del dosel arbóreo, contando con un clima húmedo y fresco.

## Amenazas
Las principales amenazas sobre la especie incluyen alteraciones en el hábitat debido a la destrucción de árboles de la especie Araucaria cunninghamii, el crecimiento de maleza, así como por la tala de madera u obras en carreteras; un régimen inapropiado de incendios (más virulentos o más frecuentes) y la perturbación provocada por los coleccionistas.